# Joana Gallas
Joana Gallas (* 9. August 1992 in Schwerin) ist eine deutsche Volleyballspielerin.

## Karriere
Gallas besuchte das Sportgymnasium ihrer Heimatstadt und spielte bis 2011 beim 1. VC Parchim, der eng mit dem Bundesligisten Schweriner SC kooperiert. Sie gewann 2009 die U20-Meisterschaft und schaffte diverse vordere Platzierungen. Außerdem kam sie in der Junioren-Nationalmannschaft zum Einsatz. Im Sommer 2011 verpflichtete der Schweriner SC die Libera gemeinsam mit ihren Mitschülerinnen Tanja Joachim und Wiebke Offer für die erste Mannschaft. 2012 wurde Gallas mit Schwerin Deutscher Meister und DVV-Pokalsieger.